# Cahokia
Cahokia o Cachokia es un yacimiento arqueológico amerindio situado cerca de Collinsville (Illinois), en la llanura del río Misisipi en el suroeste de dicho estado, cerca de la ciudad de San Luis (Misuri). Está formado por una serie de montículos o túmulos artificiales de tierra.
Cahokia es el mayor yacimiento relacionado con la cultura misisipiana, que desarrolló una avanzada sociedad en el este de América del Norte antes de la llegada de los europeos.
Se estima que Cahokia fue fundada cuatro siglos antes de la llegada de Cristóbal Colón a América.

## Patrimonio
Los túmulos de Cahokia fueron designados y catalogados como sitio histórico nacional (National Historic Landmark) el 19 de julio de 1964, e inscritos en el Registro Nacional de Lugares Históricos (National Register of Historic Places) de Estados Unidos el 15 de octubre de 1966. El Sitio Histórico Estatal de los Túmulos de Cahokia fue declarado Patrimonio de la Humanidad por la Unesco en 1982. El parque protege 8,9 km², y es un importante foco de investigaciones arqueológicas.

## Historia
La región en la que se encuentra Cahokia fue territorio de pueblos nómadas que vivían del forrajeo. El modo en que Cahokia surgió y desapareció es materia de discusión entre los especialistas. De acuerdo con algunos de ellos, la ciudad pudo haber nacido de un consenso colectivo o bien, por iniciativa de un pequeño grupo muy poderoso. El período de florecimiento de Cahokia y otras ciudades misisipianas corresponde a los siglos X-XIII de la era cristiana. Durante esa época se construyeron los túmulos de Cahokia, que son grandes aglomeraciones de tierra que fue extraída de las inmediaciones de la ciudad. 
La situación en la que ocurrió el declive de Cahokia no es clara. En general se han propuesto hipótesis que no son respaldadas por evidencia contundente. Algunos investigadores opinan que el valle del Misisipi estuvo sometido a una larga sequía que ocasionó menores rendimientos en los cultivos. Otros proponen que la ciudad estuvo envuelta en una serie de conflictos políticos externos o internos. Tal vez el final ocurrió tras una gran crecida del río Misissipi que golpeó la base de la pirámide, llevándose por delante a todos aquellos que aun no habían marchado o huido por la hambruna creciente por las sequías sucesivas, o revueltas internas por falta de mano de obra que trabajase la tierra.
Los habitantes no dejaron registros escritos ni se conoce el nombre original del lugar. "Cahokia" es el nombre de una tribu de los illiniwek que vivía en la región cuando llegaron los primeros exploradores franceses, en el siglo XVII, mucho después del abandono habitacional del sitio. No se sabe con certeza qué grupos nativos actuales pueden ser los descendientes de los pobladores de Cahokia, pero los osage se consideran a sí mismos descendientes de los cahokianos.

## Producción de cobre

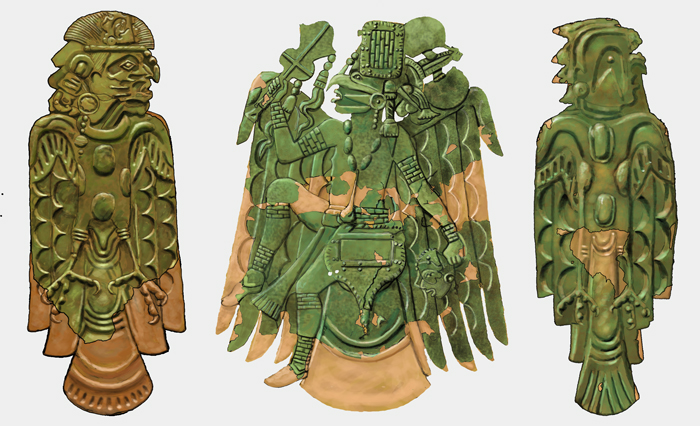
Placas de cobre repujado de Malden, Etowah y Spiro

Excavaciones alrededor del monte 34 entre 2002-2010 revelaron un taller de cobre, aunque el primer descubrimiento de este tipo fue hecho en los años 1950 por el arqueólogo Greg Perino, esto se perdió por 60 años. Esta producción de cobre fue la primera encontrada en el Misisipi. Los artesanos trabajaban para producir artículos religiosos como las máscaras de nariz larga, pendientes para ceremonias, pensados para rituales de parentesco de adopción. El área contiene restos de tres tocones de madera que podían haber sido usados para piedras de yunque. Análisis del cobre encontrado en las excavaciones muestran que era templado, una técnica que incluía el repetido calentamiento y enfriado del metal según se iba trabajando.

## El Túmulo del Monje
El Túmulo del Monje (Monk's Mound) es la pieza central de este gran centro ceremonial. Es el mayor túmulo artificial de Norteamérica, y está formado por cuatro terrazas sucesivas. Orientado hacia el sur, se eleva 30,5 metros sobre una base de 316 metros de largo por 241 de ancho.
Las excavaciones en la cima del túmulo han revelado vestigios de un gran edificio de unos treinta metros de largo, catorce de ancho y quince metros de alto.
Al oeste había un círculo de postes de madera dedicado a la observación astronómica, al que se ha bautizado con el nombre de Woodhenge; las excavaciones mostraron que la estructura fue reconstruida varias veces a lo largo de 300 años.

## Paisaje urbano
Una plaza de 19 hectáreas se extiende al sur del Túmulo del Monje. En un principio se pensó que esta plaza era natural, pero los estudios realizados en el suelo han mostrado que el terreno, originalmente ondulado, fue nivelado artificialmente, lo que la convierte en la mayor plaza de tierra del mundo. Otras tres grandes plazas, aunque de menor tamaño, rodean el Túmulo del Monje por los otros lados. 
Una empalizada de madera con atalayas situadas a intervalos regulares formaba un cerramiento de tres kilómetros de perímetro alrededor del Túmulo del Monje y la Gran Plaza. Se han encontrado vestigios arqueológicos que indican que esta empalizada fue reconstruida varias veces. Parece ser que servía para separar el recinto ceremonial principal de Cahokia del resto de la ciudad.
Además del Túmulo del Monje, se han localizado 108 túmulos de diferentes formas, de los que 68 se encuentran dentro del parque.

## Ciudad antigua

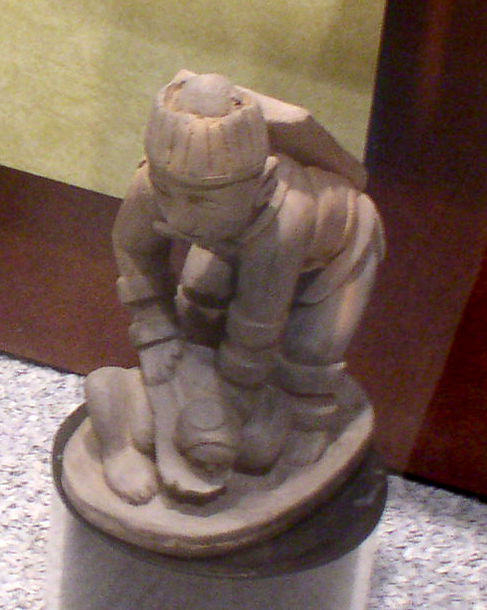
Estatua de un guerrero hecho en Cachokia, pero que se encuentra en los Spiro Mounds en Oklahoma

Cahokia fue el centro más importante de los pueblos misisipienses, cuyos asentamientos se extendían por el Medio Oeste y el este de Estados Unidos. Sus contactos comerciales llegaban hasta los Grandes Lagos por el norte y la costa del golfo de México por el sur. Se han encontrado cerámicas y herramientas de piedra del estilo de Cahokia en el yacimiento de Silvernail, cerca de Red Wing (Minnesota).
En la cumbre de su desarrollo, Cahokia fue el mayor centro urbano al norte de las grandes ciudades mesoamericanas de México. Con sólo 1000 habitantes antes de 1050, su población creció explosivamente tras esa fecha; se estima en entre 8.000 y 40.000 habitantes en su máximo, sin contar los habitantes de las aldeas vecinas que suministraban materias primas al centro urbano, con los que la población pudo ser de 50 a 100 mil personas.

## El Túmulo 72

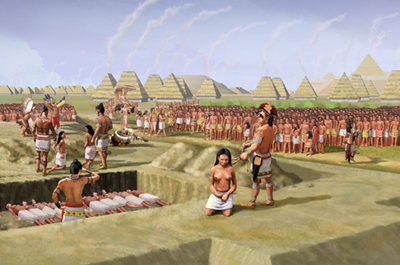
Entierro ritual de las mujeres jóvenes en El Túmulo 72

Durante la excavación del túmulo 72, un túmulo puntiagudo situado al sur del Túmulo del Monje, se encontraron los restos de un hombre de unos cuarenta años, probablemente un gobernante importante. El cuerpo yacía en un lecho formado por más de veinte mil abalorios de concha en forma de disco, distribuidos formando la figura de un halcón, con la cabeza bajo la cabeza del hombre, las alas bajo los brazos y la cola bajo las piernas. El guerrero-halcón es un motivo muy repetido en la iconografía de la cultura misisipiense.
Cerca de la tumba se encontró un grupo de puntas de flecha, separado en cuatro tipos originarios de cuatro regiones diferentes, lo que demuestra los extensos lazos comerciales de Cachokia.
En el Túmulo 72 se han encontrado más de doscientos cincuenta esqueletos, algunos sin cabeza ni manos, lo que sugiere que se realizaban sacrificios humanos. La relación de estos enterramientos con la tumba central no está clara, y es posible que ni siquiera se realizaran al mismo tiempo. Varios fragmentos de madera encontrados en el túmulo se han datado entre los años 950 y 1000.

## La decadencia de Cahokia
Cahokia fue abandonada un siglo antes de que los europeos llegaran a Norteamérica en el siglo XVI. Factores ambientales como la caza excesiva y la deforestación pueden explicarnos el porqué de su decadencia. Otra posible causa es una posible invasión de un pueblo bárbaro del Oeste pero la única evidencia de conflicto encontrada son unas astillas y restos de armas de madera hallados en el recinto principal de Cachokia. Fuera de ser otra evidencia de conflicto, la empalizada parece haber tenido un uso más ritual que militar. Quizá enfermedades propiciadas por la densa población urbana, podrían ser otra causa de la decadencia. Además, algunas pruebas recientes sugieren que un caos político pudo ser la causa del abandono de Cachokia.